# 薩格奈
薩格奈（法語：Saguenay，法語發音：[saɡnɛ]、[saɡne]，英语发音：/ˈsæɡəˌneɪ/或/ˌsæɡəˈneɪ/）是加拿大的一個城市。位於魁北克省中部。2001年，該市大約有人口15萬人。設立於2002年2月18日。全市分為希庫蒂米、容基耶爾和拉拜三個區。當地98.1%以法語作為母語。96%的人信奉天主教。

## 外部連結
- 薩格奈市公所 （法語）